# Mel Pender
Mel Pender (Atlanta (Georgia), Estados Unidos, 31 de octubre de 1937) es un atleta estadounidense retirado, especializado en la prueba de 4 x 100 m en la que llegó a ser campeón olímpico en 1968.

## Carrera deportiva
En los JJ. OO. de México 1968 ganó la medalla de oro en los relevos 4 x 100 metros, con un tiempo de 38.24 segundos que fue récord del mundo, llegando a meta por delante de Cuba y Francia, siendo sus compañeros de equipo: Charles Greene, Ronnie Ray Smith y Jim Hines.